# Métro de Wuxi
Le métro de Wuxi (en chinois : 无锡轨道交通) est l'un des systèmes de transport en commun de Wuxi, dans la province du Jiangsu, en République populaire de Chine (RPC). Les deux premières lignes sont entrées en service en 2014.

## Réseau

### Lignes

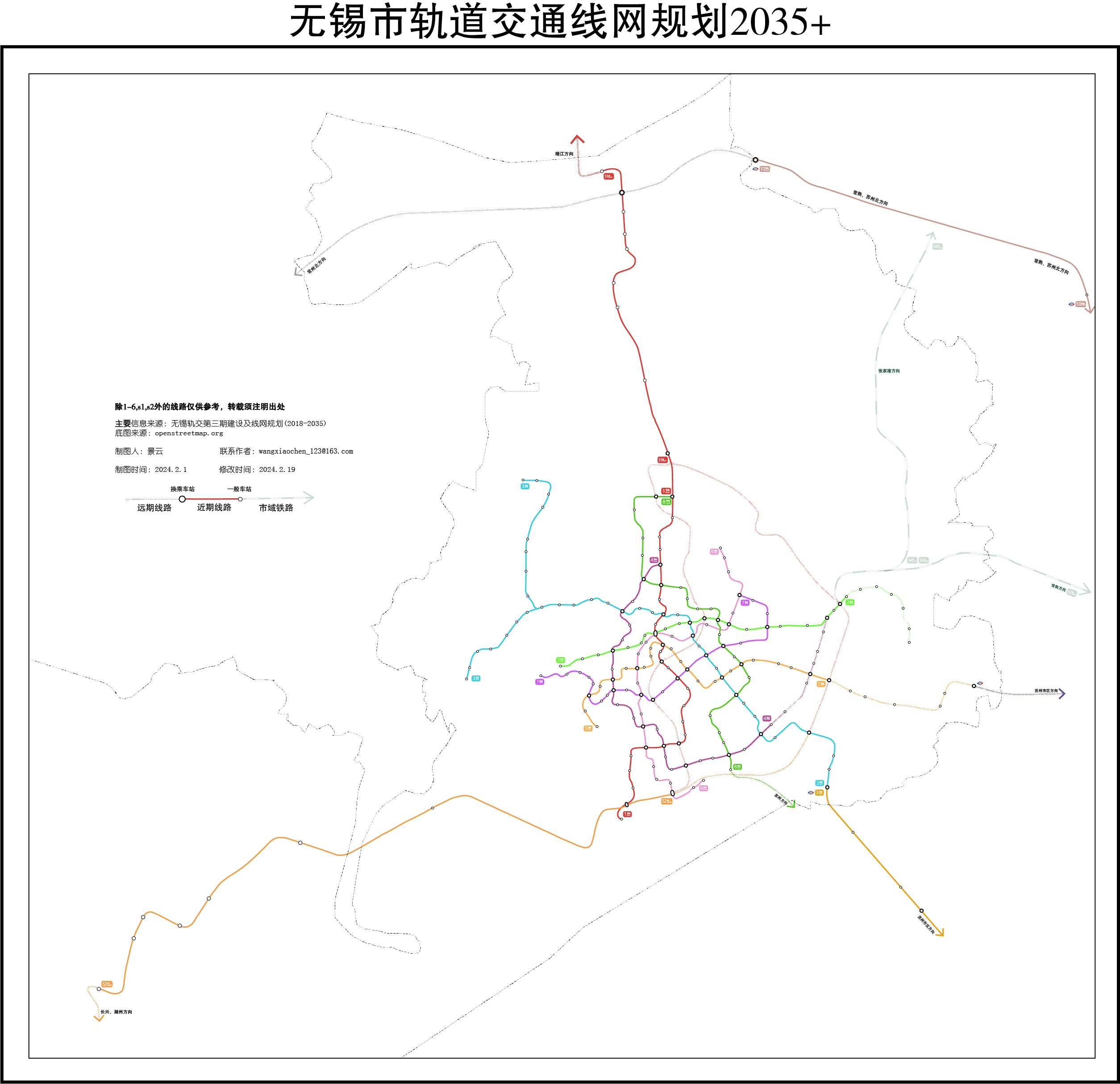
Planification de la ligne complète du métro de Wuxi

| Date d'ouverture | Nom                     | Terminus | Terminus | Longueur (km) | Stations | Statut                   | Notes |
| ---------------- | ----------------------- | -------- | -------- | ------------- | -------- | ------------------------ | ----- |
| 2014             | Ligne 1                 |          |          | 30.52         | 27       | En service               | [ 2 ] |
| 2014             | Ligne 2                 |          |          | 28.05         | 21       | En service               | [ 2 ] |
| 2014             | Ligne 2prolongement est |          |          |               |          |                          |       |
| 2020             | Ligne 3 Phase 1         |          |          | 36.95         | 21       | En service               | [ 2 ] |
|                  | Ligne 3 Extension nord  |          |          |               |          |                          |       |
|                  | Ligne 3 Extension sud   |          |          |               |          |                          |       |
|                  | Ligne 3 embranchement   |          |          |               |          |                          |       |
| 2021             | Ligne 4 Phase 1         |          |          | 40.45         | 18       | En service               | [ 2 ] |
| 2027             | Ligne 4 Phase 2         |          |          | 12.4          | 8        | En cours de construction |       |
|                  | Ligne 4 Phase 3         |          |          |               |          |                          |       |
| 2028             | Ligne 5 Phase 1         |          |          | 21.8          | 17       | En cours de construction | [ 2 ] |
|                  | Ligne 5 Phase 2         |          |          |               |          |                          |       |
| 2028             | Ligne 6 Phase 1         |          |          | 28            |          | En cours de construction |       |
|                  | Ligne 6 Phase 2         |          |          | 6.2           | 4        |                          |       |
| 2024             | Ligne S1                |          |          | 30.4          | 10       | En service               |       |
| 2029             | Ligne S2                |          |          | 59.56         | 9        | En cours de construction |       |
|                  | Ligne 7                 |          |          |               |          | En projet (long terme)   |       |
|                  | Ligne 8                 |          |          |               |          | En projet (long terme)   |       |